# 西寺実
西寺実（にしでらみのる）は、EARTHSHAKERの西田昌史、SHOW-YAの寺田恵子、LOUDNESSの二井原実による音楽ユニット。

## 概要
- 「西寺実」と書いて「にしでらみのる」と読む。これは西田昌史の「西」、寺田恵子の「寺」、二井原実の「実」から取ったものである。

## ディスコグラフィー
アルバム
- ふぞろいのロックたち 其之壱（2009年2月11日発売）[1]

笹路正徳をプロデューサーに迎え、1970〜80年代の日本のロックの曲をセレクトしたカバー・アルバム。
収録曲
1. あゝ無情（アン・ルイス）
2. フレンズ（レベッカ）
3. ボヘミアン（大友裕子/葛城ユキ）
4. 私は泣いています（りりィ）
5. キャンディー（原田真二）
6. 気絶するほど悩ましい（Char）
7. 月のあかり（桑名正博）
8. 裏切りの街角（甲斐バンド）
9. たどりついたらいつも雨ふり（モップス）
10. スローバラード（RCサクセション）
11. 私は風（カルメン・マキ&OZ）

## ライブツアー
- 日本全国膝栗毛 大江戸拠り見参
  - 渋谷 DUO MUSIC EXCHANGE（2009年2月10日）
  - 仙台 MA.CA.NA.（2009年2月28日）
  - 松山 キティホール（2009年3月6日）
  - 高知 BAY5 SQUARE（2009年3月7日）
  - 大阪 Shangri-La（2009年3月19日）
  - 札幌 cube garden（2009年3月20日）
  - 稚内 STUDIO CHARISMA（2009年3月22日）
  - 名古屋 ElectricLadyLand（2009年3月27日）
  - 福岡 DRUM Be-1（2009年4月3日）